# 로스 속령
로스 속령(영어: Ross Dependency)은 뉴질랜드가 영유권을 주장하고 있는 남극 대륙의 지방이다. 원래 영국령 남극 지역에 속한 지역이었으나, 영국이 뉴질랜드에게 이 지역의 영유권을 뉴질랜드에게 이양하였다. 그러나 남극 조약으로 인하여, 국제 사회는 뉴질랜드의 영유권을 대부분 인정하지 않는다.

로스 속령의 기

## 같이 보기
- 남극의 영유권 주장 목록
  - 아르헨티나령 남극
  - 오스트레일리아령 남극 지역
  - 로스 속령
  - 아델리랜드
  - 페테르 1세섬
  - 퀸모드랜드
  - 칠레령 남극 지역